# Ranella
Ranella là một chi very large warm-water và ốc biển nhiệt đớis, marine động vật chân bụng động vật thân mềm trong họ Ranellidae, họ ốc tù và.

## Các loài
- Ranella olearium Linnaeus, 1758
- Ranella parthenopaeum Salis, 1793.
- Ranella australasia (Perry, 1811)